# Михайловская, Татьяна Георгиевна
Татья́на Гео́ргиевна Михайло́вская (род. 1943) — советская русская поэтесса, прозаик, литературный критик.

## Биография
Окончила филологический факультет Московского государственного университета имени М. В. Ломоносова. В 1992—1999 гг. заведовала отделом практики журнала «Новое литературное обозрение» — под её руководством, по мнению Д. Кузьмина, «отдел литературной практики „НЛО“ заложил отсутствовавший прежде фундамент для серьезной рефлексии новейшей русской литературы».
Автор четырех поэтических книг: «Вечерний свет» (1982), «Солнечное сплетение» (1995), «То есть» (1998, совместно с Русланом Элининым), «Парад-алле» (2005) и публикаций в отечественной и зарубежной печати. Рассказы публиковались в альманахах «Черновик», «Преображение», «Литературные страницы», журналах «Стрелец», «Крещатик», «Меценат и Мир», «Нева». Стихи Михайловской переведены на польский, немецкий и французский языки.
Инициатор и ведущая Георгиевского клуба при Московском союзе литераторов (1995—2001).
Автор выставочного проекта «Дом со стихами» в Государственном музее В. В. Маяковского (2001), в Государственном музее декоративно-прикладного искусства (2006).
Живет в Москве.

## Участие в творческих и общественных организациях
- Председатель Российского союза профессиональных литераторов[1]
- Член Московского союза литераторов[1]

## Награды и премии
- Заслуженный работник культуры Российской Федерации[1]
- Международная отметина имени отца русского футуризма Давида Бурлюка[5]